# Sara Watkins (Sängerin)

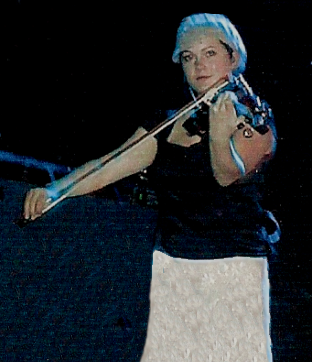
Sara Watkins

Sara Ullrika Watkins (* 8. Juni 1981 in Vista/Kalifornien) ist eine US-amerikanische Fiddlespielerin und Singer-Songwriterin.
Watkins lernte in ihrer Kindheit, Fiddle zu spielen. 1989 gründete ihr älterer Bruder, der Mandolinist Sean Watkins, mit ihr und Chris Thile die Progressive-Bluegrass-Gruppe Nickel Creek. Nach dem Debüt in Carlsbad/Kalifornien war die Gruppe regelmäßig Gast bei Bluegrass-Festivals in den 1990er Jahren. Nach zwei im Eigenverlag herausgebrachten Alben (Little Cowpoke, 1993, und Here to There, 1997)  erschien auf Vermittlung von Alison Krauss 2000 beim Label Sugar Hill ihr Album Nickel Creek. Ein weiteres Album entstand unter dem Namen Mutual Admiration Society mit den Mitgliedern von Nickel Creek sowie Glen Phillips und John Paul Jones, dem Bassisten von Led Zeppelin.
Zwischen 2008 und 2014 pausierte die Gruppe Nickel Creek. Watkins schloss einen Solovertrag mit Nonsuch Records ab, und Jones produzierte 2009 ihr Solodebütalbum Sara Watkins. Ihr zweites Soloalbum Sun Mudnight Sun wurde 2011 von Blake Mills produziert. Daneben trat sie weiter mit ihrem Bruder unter dem Namen Watkins Family Hour auf.
Nach der Wiedervereinigung von Nickel Creek entstand 2014 das Album A Dotted Line, ein Album von Watkins Family Hour erschien im Folgejahr. Bei New West Records nahm Watkins Young in All the Wrong Ways auf. 2018 gründete sie mit den Singer-Songwritern Aoife O’Donovan und Sarah Jarosz die Gruppe I'm with her, die 2018 ihr Debütalbum See You Around aufnahm.

## Weblink
- Website von Sara Watkins